# 岩島彩希
岩島 彩希（いわしま さき）は、日本のファッションデザイナー。ファッションブランド「S / île」の創業者。かつては「another libra（～2018年8月）」「sakishima tokyo（～2020年7月21日）」のデザインも手掛けていた。

## 来歴
- 2013年 - 東京モード学園 卒業
- 2020年9月 - 自身のブランド「S / île」（シール）を立ち上げる
- 2023年3月25日 - 「S / île ラフォーレ原宿店」出店[3][4][5][6][7]

## 受賞
- 2010年 - 東京モード学園×不二家×髙島屋 「ペコちゃんデザインコンテスト」グランプリ[8]
- 2011年 - 第 27 回全国服飾学校ファッション画コンクール 佳作[9]
- 2012年 - 第19回浜松シティファッションコンペ 優秀賞[10][11]
- 2015年 - HEP FIVE 38th Original Fashion Contest グランプリ[12]
- 2024年 - Laforet BEST SHOP AWARD 2023 特別賞 冬のオアシス賞

## オリジナルブランド「S / île」
- 2020年9月 - 「S / île」誕生
- 2021年10月 - S / île 広報担当に よしださき が就任[13][14]
- 2023年3月25日 - 「S / île ラフォーレ原宿店」new open[3][4][5][6][7]

| season                | theme                      |
| --------------------- | -------------------------- |
| 20-21 A/W             | 地層                       |
| 21 S/S                | 花影                       |
| 21 SUMMER             | 花影- な つ か い 夏 懐    |
| 21 capsule collection | mixed vegetables           |
| 21-22 A/W             | 音波                       |
| 22 S/S                | 蜃気楼                     |
| bag                   | queue                      |
| remake                | SHIRATAMA                  |
| 22 S/S vol.3          | 地鏡                       |
| 22-23 A/W             | ネトワイエ                 |
| bag                   | fur queue                  |
| bag / pouch           | queue                      |
| 23 S/S                | 「捲る」mekuru             |
| 23 A/W                | オギナウモノ               |
| bag                   | queue rucksack / queue fur |

- 2021年 4月 - 「S / île home line」ルームウェア・ファブリックシリーズ誕生

| season      | theme        |
| ----------- | ------------ |
| 1st 2021.4  | ネムリコ     |
| 2nd 2021.12 | ネムリコリス |

※岩島彩希さんの創るお洋服でコーディネートを組み、更なる可愛さを生み出したコーディネートのことを「シールバニア」という

## 活動（イベント）
- 2021年9月 - S / île 1st anniversary 2nd exhibition

- 2022年1月 - Scramble Fashion Festival[15][16]
- 2022年3月 - DesignZoo 2022 Spring in DAIKANYAMA[17]
- 2022年4月 - ラフォーレ原宿 POP UP STORE（4.15fri～4.27wed）[18]
- 2022年7月 - ラフォーレ原宿 愛と狂気のマーケット（7.1fri～9.30fri）[19]
- 2022年8月 - ニュースタア渋谷、福岡、大阪 POP UP STORE（8.1mon～8.31wed）[20]

　　　　　　　　ニュースタア渋谷のみ延長（～9.25sun）
- 2022年9月 - S / île 2e anniversaire 22-23 A/W EXHIBITION（9.15、9.22thu～9.25sun）
- 2022年10月 - ラフォーレ原宿 POP UP STORE （10.20thu～11.3thu）[21]
- 2022年11月 - ニュースタア渋谷、福岡、大阪 POP UP STORE（11.21mon～12.10sun）[22]

　　　　　　　　ニュースタア3店舗延長（～12.31sat）（～1.31tue）
- 2022年12月 - ラフォーレ原宿 POP UP STORE （12.2fri～12.25sun）[23][24]
- 2023年3月25日 - 「S / île ラフォーレ原宿店」出店[3][4][5][6][7]
- 2023年9月 - S / île 3rd anniversary 23-24 A/W EXHIBITION（9.15fri～9.18mon）

## 特集記事
- 2015年 - 装苑 2016年1月号[25]
- 2019年 - mer （メル）：アパレル業界の花形“ファッションデザイナー”ってどんなお仕事？[1]
- 2019年 - athome×TOKYO GRAFFITI『こだわり”部屋”FILE』[26]
- 2021年 - mer（メル）：自分史上最高のHAPPYがオシャレで叶う！ 柴田紗希が纏う「S / île」の春夏コレクション[27]
- 2021年 - mer（メル）復刊号[28]
- 2021年 - mer（メル）：支持率No.1は“綿100％”でした♡ モデルが愛用する「コットン素材のルームウェア」[29]
- 2021年 - mer（メル）：ボア・ニット・ロングコートで防寒＆オシャレを両立！ merモデルの初詣コーデを覗き見[30]
- 2022年 - mer（メル）：それどこの？って聞かれる「変形ワンピ」はデザイナーブランドで発見／Today’s merSNAP[31]

## コラボ企画
- 2022年9月 - designsix　アクセサリーコラボ第一弾「イヤリング・指輪・ヘアピン」[32]
- 2022年10月 - designsix　アクセサリーコラボ第二弾「イヤリング・指輪・ヘアピン」
- 2022年11月 - ラフォーレ原宿「80 YEARS OF TWEETY CELEBRATION IN LAFORET」[33][34]

## 活動（衣装協力）

### ◎雑誌
- B.L.T. 2020年3月号[35]
- MARQUEE vol.137[36]
- BRODY 2020年4月号[37]
- 週プレNEWS 2020年03月[38]
- bis 2021年1月号[39][40]
- MARQUEE vol.141[41][42]
- リンネル 2021年4月号[43]
- MARQUEE vol.142[44][45][46][47][48][49]
- mer（メル）WINTER[50]
- MARQUEE vol.145[51]
- B.L.T. 2022年5月号[52][53][54]
- VB(VOICE BRODY) vol.11[55]
- B.L.T 2022年8月号[56]
- B.L.T 2022年9月号[57]
- anan no.2314 2022年9月[58]
- JINS PARK 2022年10月4日[59][60][61]
- LARME 055Winter[62]
- LARME 056[63]
- LARME 057[64]

### ◎テレビ／映画／イベント
- 過保護のカホコ2話・3話・4話・5話・6話・7話・9話・最終話 2017年7～9月放送 高畑充希さん着用[65]
- 過保護のカホコ2018～ラブ＆ドリーム～ 2018年9月放送 高畑充希さん着用[66]
- どうぶつピース 2022年1月放送 横山由依さん着用[67][68][69][70]
- Eテレ「ポップイン！クラフト」 2022年2月放送 莉子さん着用[71][72]
- Eテレ「ポップイン！クラフト」ポップイン！古着をカスタマイズＳＰ 2022年2月放送 莉子さん着用[73]
- Eテレ「ポップイン！クラフト」「ふんわりフェアリーなカチューシャ」 2022年3月放送 莉子さん着用[74]
- Eテレ「ポップイン！クラフト」 2022年4月放送 莉子さん着用[75]
- NHK「沼にハマってきいてみた」2022年5月9日放送 わたげさん着用[76]
- NHK「沼にハマってきいてみた」2022年5月16日放送 わたげさん着用[77]
- BS-TBS「摩訶ふしぎ空の大図鑑」2022年5月29日放送 山之内すずさん着用[78]
- NHK「沼にハマってきいてみた」2022年7月11日放送 わたげさん着用[79]
- テレビ東京「デカ盛りハンター」2022年8月12日放送 中澤莉佳子さん着用[80]
- プリンセスコネクト！配信 2022年8月15日放送 伊藤美来さん着用[81][82]
- イベント「ヌマーソニック2022」2022年10月23日 わたげさん着用[83][84]
- NHK「沼ハマSPトークショー」2022年11月8日放送 わたげさん着用[85]
- NHK「沼にハマってきいてみた」2022年12月20日放送 わたげさん着用[86]
- テレビ東京「バスＶＳ鉄道　乗り継ぎ対決旅１５」2023年3月15日放送 中井りかさん着用[87][88][89][90][91]
- TBS「ラヴィット！」2023年9月28日放送 山之内すずさん着用[92]

### ◎MV
- 乃木坂46 佐藤 璃果　個人PV「HACKER GIRL」[93]
- halca　MV「ロマンティックマニフェスト」[94]
- halca　「DAMCHANNEL」[95][96][97]

### ◎写真集／作品
- 船井美玖「空気 記録」[98]